# Orectanthe sceptrum
Espèce
Orectanthe sceptrum est une espèce de plantes de la famille des Xyridaceae. Elle est endémique du mont Roraima au Venezuela.

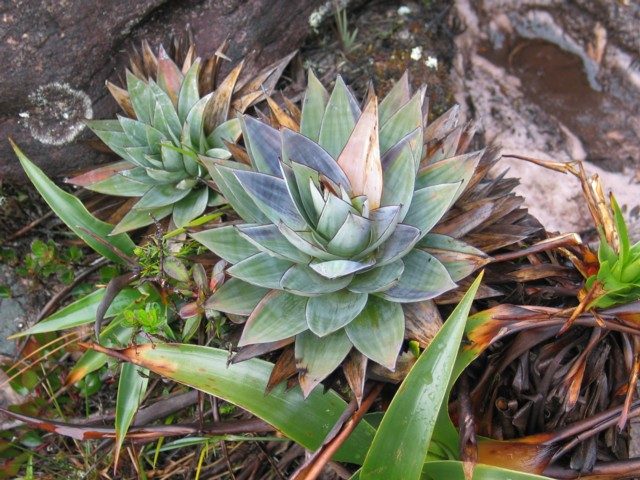
Pieds dOrectanthe sceptrum sur le plateau du mont Roraima.

## Liste des sous-espèces
Selon Tropicos (7 juin 2013) (Attention liste brute contenant possiblement des synonymes) :
- sous-espèce Orectanthe sceptrum subsp. occidentalis Maguire
- sous-espèce Orectanthe sceptrum subsp. sceptrum